# Ouled Atia
Pour les articles homonymes, voir Atia.
Menaa anciennement appelée Ouled Atia est une commune de la wilaya de M'Sila en Algérie.